# Памела Родрігес
Памела Родрігес (нар. 12 травня 1983, Ліма, Перу) — перуанська співачка.

## Біографія
Памела Родрігес народилася 12 травня 1983 року у Лімі. Памела почала писати вірші та грати на піаніно у дев'ять років. Родрігес вивчала музику у University of North Texas. У 2005 році вийшов перший альбом співачки "Perú Blue". 

## Дискографія
- Perú Blue (2005)
- En la orilla (2007)
- Reconocer (2011)
- Pamela Rodríguez y FFAA (2017)

| Гітара | Це незавершена стаття про співачку. Ви можете допомогти проєкту, виправивши або дописавши її. |